# 23408 Beijingaoyun
23408 Beijingaoyun este un asteroid din centura principală de asteroizi.

## Descriere
23408 Beijingaoyun este un asteroid din centura principală de asteroizi. A fost descoperit pe 12 octombrie 1977 la Observatorul Zijinshan din Nanking. Asteroidul prezintă o orbită caracterizată de o semiaxă mare de 3,05 ua, o excentricitate de 0,19 și o înclinație de 14,7° în raport cu ecliptica.